# Dianthus rupicola
Il garofano delle rupi (Dianthus rupicola Biv., 1806) è una pianta appartenente alla famiglia delle Cariofillacee.

## Descrizione

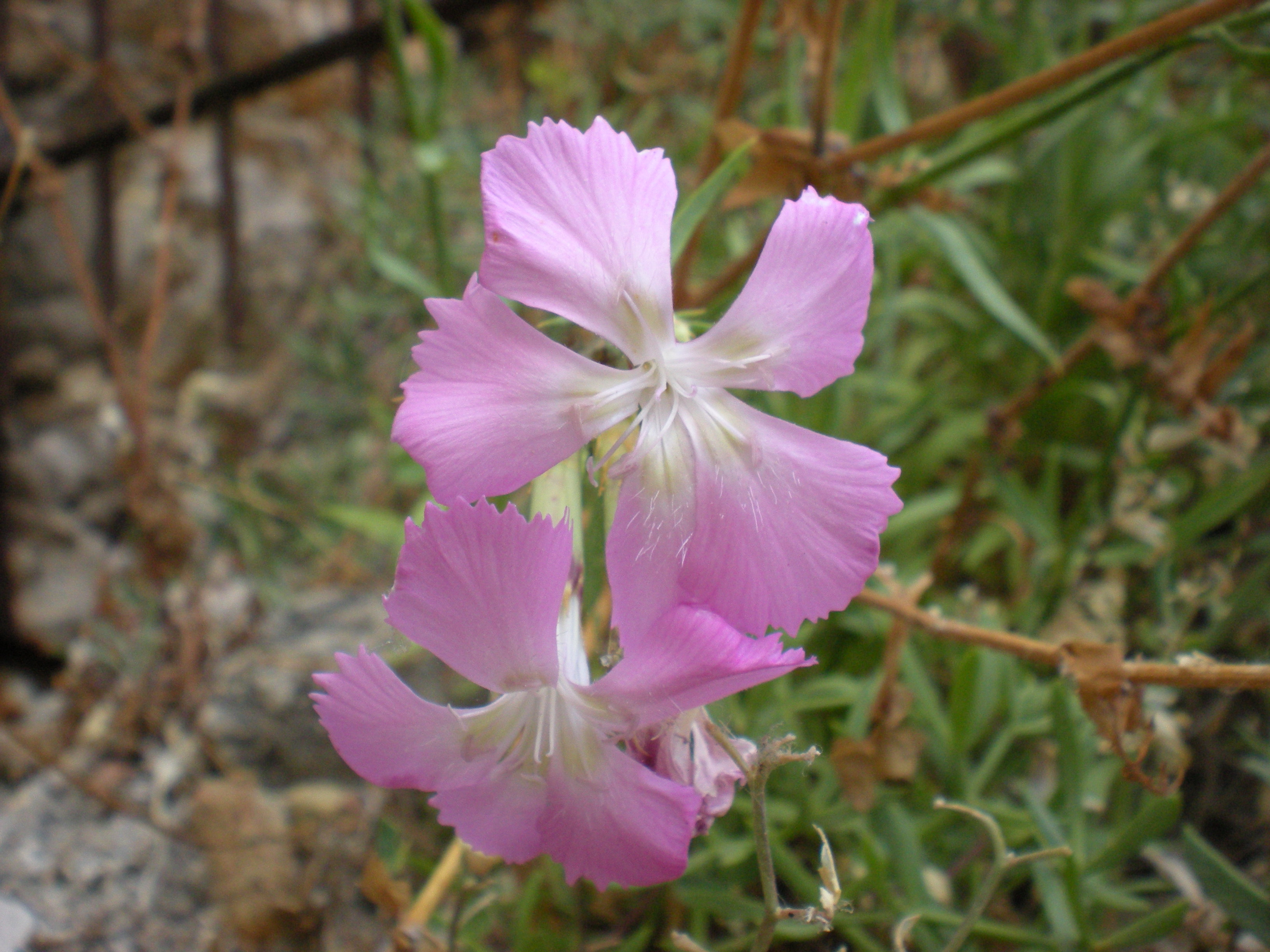

È una pianta perenne camefita suffruticosa, alta fino a 40 cm.
Il fusto, legnoso alla base, ha foglie verde-glauco, raccolte a rosetta alla base e ad inserzione distanziata sul fusto.
I fiori, di colore rosa intenso, hanno un calice quasi cilindrico, ricoperto alla base da squame verdi.
Fiorisce da maggio a settembre.

## Tassonomia
Sono state descritte le seguenti sottospecie:
- Dianthus rupicola subsp. rupicola Biv.
- Dianthus rupicola subsp. aeolicus (Lojac.) Brullo & Miniss.
- Dianthus rupicola subsp. bocchoriana Llorens & Gradaille
- Dianthus rupicola subsp. hermaeensis (Coss.) O. Bolòs & Vigo
- Dianthus rupicola subsp. lopadusanus Brullo & Miniss.

## Distribuzione e habitat
D. r. rupicola è diffuso in Sicilia ed in alcune zone dell'Italia Meridionale (Capo Palinuro, Maratea, Praia a Mare (Isola di Dino), Otranto, Torre Sant'Emiliano, Palmi, Scilla e Catanzaro).

D. r. aeolicus  è un endemismo delle Eolie.

D. r. bocchoriana è un endemismo dell'isola di Maiorca.

D. r. hermaeensis è endemico della Tunisia.

D. r. lopadusanum  è endemico di Lampedusa.
Popola le rupi costiere mediterranee.

## Conservazione
La Lista rossa IUCN classifica Dianthus rupicola come specie prossima alla minaccia di estinzione (Near Threatened).
D. rupicola figura tra le specie di importanza comunitaria incluse nell'Allegato II della Direttiva Habitat (Dir. n. 92/43/CEE) relativa alla "Conservazione degli habitat naturali e seminaturali e della flora e della fauna selvatiche”, adottata dal Consiglio delle Comunità Europee il 21 maggio 1992.